# Монастирі Молдови (серія монет)

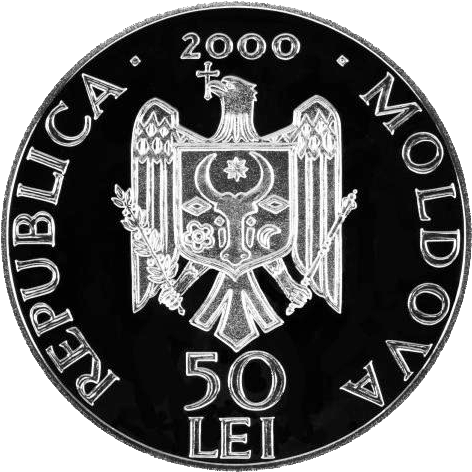
Аверс

«Монастирі Молдови» — серія із 20-ти пам'ятних монет із срібла 925/1000 проби випущена в обіг Національним банком Молдови 25 грудня 2000 року. Номінал монет — 50 лей, якість виготовлення — пруф, вага — 16,5 грам, діаметр — 30 мм, наклад кожної — 1 000 екземплярів. Монети викарбувані на Чеському монетному дворі.
На аверсі кожної монети в центрі — герб Республіки Молдова; у верхній частині — цифра «2000»; в нижній частині — напис «50 LEI»; по колу монети — великими буквами викарбувано напис «REPUBLICA MOLDOVA».
На реверсі: в центрі — рельєфні зображення монастирів з фрагментами пейзажу; у верхній частині, по колу монет — великими буквами викарбувано напис з назвою монастиря.
| Монастир                                    | Реверс монети |
| ------------------------------------------- | ------------- |
| Варзарештський монастир                     |               |
| Кепріанський Успенський монастир            |               |
| Гирбовецький монастир                       |               |
| Гиржавський Вознесенський монастир          |               |
| Монастир Тиганешти                          |               |
| Жабський монастир                           |               |
| Рудьський Троїцький монастир                |               |
| Куршинський монастир                        |               |
| Таборський монастир                         |               |
| Сахарнянський Святотроїцький монастир       |               |
| Каларашовський монастир                     |               |
| Добруський монастир                         |               |
| Монастир Сурусени                           |               |
| Кушиловський монастир                       |               |
| Кондрицький монастир                        |               |
| Хіровський монастир                         |               |
| Фрумоський монастир                         |               |
| Свято-Вознесенський Ново-Нямецький монастир |               |
| Речульський монастир                        |               |
| Монастир Хинку                              |               |